# Cercartetus concinnus
Cercartetus concinnus är en pungdjursart som först beskrevs av John Gould 1845. Cercartetus concinnus ingår i släktet sovarpungmöss och familjen dvärgpungsovare. IUCN kategoriserar arten globalt som livskraftig.
Artepitet i det vetenskapliga namnet är det latinska ordet concinnus (elegant).

## Utseende
Arten når en kroppslängd (huvud och bål) av 57 till 72 mm, en svanslängd av 77 till 87 mm och en vikt av 8 till 21 g. Bakfötterna är 11 till 13 mm långa och öronen är 13 till 15 mm stora. Förutom könsdelarna finns inga yttre skillnader mellan honor och hannar. Pälsen på ovansidan är kanelfärgad med inslag av grått, och det finns en tydlig gräns mot den helt vita pälsen på undersidan. Hos andra sektmedlemmar är undersidans hår nära roten grå. Kring de svarta ögonen förekommer en mörk fläck men den är inte lika tydlig som hos andra släktmedlemmar. Den långa och smala svansen är täckt av fjäll. Den kan användas som gripverktyg.
I överkäken finns på varje sida 3 framtänder, 1 hörntand, 3 premolarer och 3 molarer. Däremot har Cercartetus concinnus i underkäken bara 2 framtänder och ingen hörntand per sida. Antalet premolarer och molarer är lika som i överkäken. Den väl utvecklade pungen (marsupium) hos honan innehåller 6 spenar.

## Utbredning
Pungdjuret förekommer i södra Australien och på Kangaroo Island. Habitatet utgörs av skogar (ofta med undervegetation av buskar) och hedområden.

## Ekologi
Under den kalla årstiden intar Cercartetus concinnus ofta ett stelt tillstånd (torpor) som vanligen varar i 4 dagar och ibland upp till 11 dagar.
Individerna är främst nattaktiva. De klättrar i växtligheten och går på marken. Arten äter nektar och pollen från växter av släktena Banksia, Eucalyptus och Melaleuca samt insekter. Exemplar i fångenskap matades dessutom framgångsrik med frukter, kakor, honung, sylt, komjölk och spädbarnsmat. Djurets fiender är introducerade katter och rödrävar samt rovpungdjur och troligen ormar och rovlevande fåglar.
När Cercartetus concinnus sover använder den trädens håligheter, bergssprickor, övergivna fågelbon, täta växtansamlingar och hålor under trädstubbar. Honan kan ha flera kullar per år och per kull föds 4 till 6 ungar. Troligen vilar de befruktade äggen en tid tills syskonen från förra kullen lämnar pungen. Vid födelsen är ungarna underutvecklade och i genomsnitt 2,9 mm långa. När de lämnar pungen är de fortfarande blinda. De göms sedan i boet. Ungarna diar sin mor cirka 50 dagar. Könsmognaden infaller efter 12 till 15 månader.

## Underarter
Arten delas in i följande underarter:
- C. c. concinnus
- C. c. minor